# Monika Conjar
Monika Conjar (21 aprile 1995) è una calciatrice croata, attaccante dell'Osijek.

## Palmarès

### Club
- Campionato croato: 2

Spalato: 2018-2019
Osijek: 2020-2021
- Campionato sloveno: 3

Pomurje: 2013-2014, 2014-2015, 2015-2016
- Coppa di Croazia femminile: 2

Spalato: 2017-2018, 2018-2019
- Coppa di Slovenia femminile: 4

Pomurje: 2013-2014, 2014-2015, 2015-2016, 2016-2017

### Individuale
- Capocannoniere del campionato sloveno: 3

2014-2015 (51 reti), 2015-2016 (42 reti, ex aequo con Tjaša Tibaut), 2016-2017 (44 reti)